# Prvenstvo ZNP 1940-1941
Il Prvenstvo Zagrebačkog nogometnog podsaveza 1940./41. (it. "Campionato della sottofederazione calcistica di Zagabria 1940-41") fu la ventiduesima edizione del campionato organizzato dalla Zagrebački nogometni podsavez (ZNP), la ventottesima in totale, contando anche le 4 edizioni del Prvenstvo grada Zagreba (1918-1919) e le 2 del campionato del Regno di Croazia e Slavonia (1912-1914, composto esclusivamente da squadre di Zagabria).
Questa fu la settima edizione del Prvenstvo ZNP ad essere di seconda divisione, infatti le migliori squadre zagabresi militavano nella Hrvatska liga 1940-1941, mentre i vincitori sottofederali avrebbero disputato gli spareggi per la promozione alla Hrvatska liga successiva.
Il torneo, chiamato 1. razred ("Prima classe"), fu interrotto il 6 aprile 1941, quando le potenze dell'Asse cominciarono l'Invasione della Jugoslavia ed il 17 i balcanici si arresero. Il Regno di Jugoslavia venne smembrato fra i paesi vincitori (Germania, Italia, Ungheria e Bulgaria) e nacque anche lo Stato Indipendente di Croazia (comprendente Croazia e Bosnia).

## Struttura
```
I termini "in casa" e "in trasferta" non hanno senso perché pochi club avevano un proprio stadio, solo cinque impianti di Zagabria rispettano il regolamento per le partite: 
Koturaška cesta
 del 
Građanski
, 
Maksimir
 del 
HAŠK
, 
Tratinska cesta
 del 
Concordia
, Miramarska cesta del 
Viktorija
 e dello 
Željezničar
 e quello dello 
Šparta
.
[
3
]
```

| 1º livello | Hrvatska liga | 10 squadre |
| 2º livello | 1. razred     | 10 squadre |
| 3º livello | 2. razred     | 10 squadre |
| 4º livello | 3. razred     | 10 squadre |
| 5º livello | 4. razred     | 10 squadre |

## Classifica
```
Torneo interrotto.
[
4
]
```

|              | Pos. | Squadra              | Pt | G | V | N | P | GF | GS | QR |
| ------------ | ---- | -------------------- | -- | - | - | - | - | -- | -- | -- |
|              | 1.   | ZET Zagabria         | 24 |   |   |   |   |    |    |    |
|              | 2.   | Šparta Zagabria      | 23 |   |   |   |   |    |    |    |
|              | 3.   | Uskok Zagabria       | 21 |   |   |   |   |    |    |    |
|              | 4.   | Ferraria Zagabria    | 18 |   |   |   |   |    |    |    |
|              | 5.   | Ličanin Zagabria     | 18 |   |   |   |   |    |    |    |
|              | 6.   | Redarstveni Zagabria | 14 |   |   |   |   |    |    |    |
|              | 7.   | Makabi Zagabria      | 11 |   |   |   |   |    |    |    |
|              | 8.   | Viktorija Zagabria   | 10 |   |   |   |   |    |    |    |
|              | 9.   | Trešnjevka           | 5  |   |   |   |   |    |    |    |
|              | 10.  | Ilirija Zagabria     | 2  |   |   |   |   |    |    |    |
| Fonte: rsssf |      |                      |    |   |   |   |   |    |    |    |

Legenda:
      Campione della ZNP ed ammesso agli spareggi per la Hrvatska liga 1941-1942.
  Partecipa agli spareggi.
      Retrocessa nella divisione inferiore.
Note:
Due punti a vittoria, uno a pareggio, zero a sconfitta.

## Provincia
| FINALE PROVINCIALE                    |     |
| Frankopan Kustošija – Viktorija Sisak | 0–4 |
| Fonte: rsssf                          |     |